# Karin Gidfors
Karin Ylva Gidfors, född 9 december 1962 i Gustavsberg, är en svensk manusförfattare och röstskådespelare.
Gidfors har skrivit manus till TV-serierna Tre Kronor (1995–1999), Skilda världar (1997), Hotel Cæsar (1998), Nya tider (1999), Rederiet (1999–2000), Spung (2002–2004), Hombres (2006), Misses lista (2008), Oskyldigt dömd (2008), Guds tre flickor (2009–2010), Inkognito (2013), Fjällbackamorden (2013) och Den fördömde (2013).
Gidfors är vän med Magdalena Johannesson och de båda har jobbat ihop flera gånger, bland annat i radioprogrammet Glädjetåget och varit presentatör för barnprogrammen i SVT. Dessutom har Gidfors haft mindre roller i TV-serierna Cleo (2002), där Johannesson har en av birollerna, och Guds tre flickor (2009). Hon har även medverkat som röstskådespelare i flera animerade filmer, bland annat i Hundhotellet (2000), Madagaskar 3 (2012) och Bamse och tjuvstaden (2014).

## Filmografi
Manus
- 1995–1999 – Tre Kronor (TV-serie)
- 1997 – Skilda världar (TV-serie)
- 1998 – Hotel Cæsar (TV-serie)
- 1999 – Nya tider (TV-serie)
- 1999–2000 – Rederiet (TV-serie)
- 2002–2004 – Spung (TV-serie)
- 2006 – Hombres (TV-serie)
- 2008 – Misses lista (TV-serie)
- 2009–2010 – Guds tre flickor (TV-serie)
- 2013 – Inkognito (TV-serie)
- 2013 – Fjällbackamorden (TV-serie)
- 2013 – Den fördömde (TV-serie)
- 2018 – Advokaten (TV-serie)
- 2024 – Åremorden (TV-serie)

Roller
- 2000 – Hundhotellet (röst)
- 2002 – Cleo (TV-serie)
- 2012 – Madagaskar 3 (röst)
- 2014 – Bamse och tjuvstaden (röst)
- 2016 – Bamse och häxans dotter (röst)